# Rhagoletis brncici
Rhagoletis brncici är en tvåvingeart som beskrevs av Frias 2001. Rhagoletis brncici ingår i släktet Rhagoletis och familjen borrflugor. Inga underarter finns listade i Catalogue of Life.